# Les Cars Rose
Les Cars Rose est une ancienne société de transports de voyageurs qui appartenait au groupe Transdev desservant principalement la communauté d'agglomération Val-et-Forêt située dans le Val-d'Oise. Elle exploite le réseau de bus Valbus. La société est basée au no 2 de la rue des Métigers à Montlignon.

## Histoire

### Histoire du réseau de bus
Le réseau ValBus voit le jour en juin 2003, son nom étant la combinaison de Val pour Val-et-Forêt et Bus pour désigner le mode de transport en commun. Ce nouveau réseau intègre les lignes de bus desservant la communauté d'agglomération Val-et-Forêt dont les lignes 38.01 à 38.04 de la société des cars Rose.
Le 3 janvier 2005, dans le cadre d'une amélioration de la desserte des communes appartenant à la communauté d'agglomération Val-et-Forêt, une ligne complémentaire numérotée 30.35 est créée entre la gare de Franconville - Le Plessis-Bouchard et l'hôpital Simone-Veil d'Eaubonne via les grands équipements de la communauté tel que la clinique Claude-Bernard de Ermont et les centres-villes de six communes de la communauté. Cette ligne est exploitée en pool entre les cars Lacroix et les cars Rose et fonctionne du lundi au vendredi entre 9 h et 17 h 30,. Faute de fréquentation, cette ligne est supprimée le 2 juillet 2010.
Le 2 septembre 2013, la ligne 38.01 est restructurée et voit ses fréquences renforcées en  fin de service. De plus, la ligne 38.02 est également restructurée et la capacité de son matériel roulant est augmentée. Enfin, la ligne 38.04 est aussi restructurée.
Le 1er septembre 2014, la ligne 38.01 a vu la création de deux allers-retours les lundis, mardis, jeudis et vendredis.
Depuis le 2 mars 2015, l'exploitation de la navette urbaine de Bouffémont, assurée jusque-là par les cars Lacroix, est reprise par les cars Rose.
Le 5 mars 2018, la ligne 38.01 voit son itinéraire simplifié en abandonnant son parcours au-delà de la mairie de Montlignon tout en continuant à desservir l'hôpital Simone-Veil à Eaubonne. De plus, l'offre est renforcée aux heures de pointe avec un passage toutes les dix minutes et toutes les vingt minutes aux heures creuses. La fréquence le week-end est également améliorée et un service est créé les jours fériés. L'amplitude horaire est également élargie avec un premier passage à 5 h et un dernier départ à 22 h en semaine.
À cette même date, la ligne 38.05 est créée en reliant la gare de Domont à l'hôpital Simone-Veil à Eaubonne en desservant le centre-ville de Domont et la commune de Montlignon. Cette nouvelle ligne fait suite à une demande des domontois de se rendre à l'hôpital d'Eaubonne en raison d'un manque de transport qui relie Eaubonne à Domont.
Le 1er août 2021, les lignes 38.02, 38.03 et 38.05 intègrent le réseau de bus de la Vallée de Montmorency.
Depuis le 22 août 2022, il n'y a plus d'exploitation en pool de la ligne 95.02 en raison de la mise en service de la ligne 27 du réseau de bus de la Vallée de Montmorency, ce qui a entraîné une suppression d'une partie du parcours de cette ligne 95.02 entre Mairie de Montmorency et Gare de Sarcelles - Saint-Brice.
Depuis le 20 février 2023, l’exploitation de la ligne « Navette de Bouffémont » réintègre le Groupe Lacroix.
Le 1er Aout 2024, les dernieres lignes 38.01 et 38.04 intègrent le Réseau de bus Val Parisis, mettant ainsi fin aux Cars Rose.

## Exploitation

### Exploitant
Le 3 mars 2011, le groupe Veolia Transport alors filiale de Veolia environnement, qui gérait l'entreprise, fusionne avec Transdev pour donner naissance à « Veolia Transdev » qui devient le no 1 privé mondial dans le secteur des transports.
Deux ans plus tard, en mars 2013, le groupe, endetté de plusieurs millions d'euros, adopte le nom de Transdev à la suite du désengagement de Veolia environnement, détenteur de Veolia Transport.

### Dépôt
Les véhicules ont leur centre-bus à Montlignon, situé au no 2 des Métigers. Le dépôt a également pour mission d'assurer l'entretien préventif et curatif du matériel. L'entretien curatif ou correctif a lieu quand une panne ou un dysfonctionnement est signalé par un machiniste.

## Identité visuelle

Logo du réseau Valbus
Logo de la navette de Bouffémont
Ancien logo des Cars Rose jusqu'en mars 2013

## Galerie de photographies

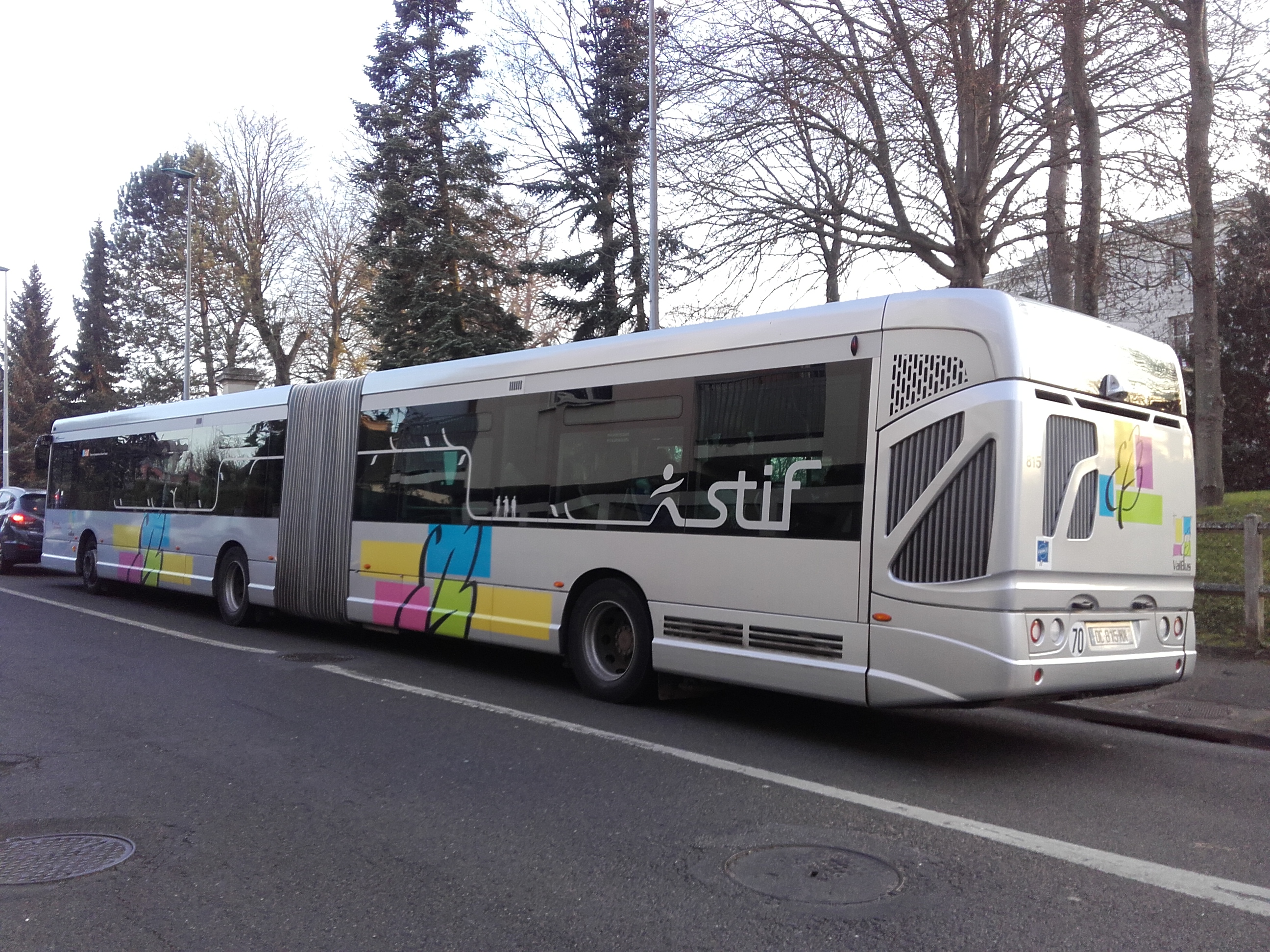
Heuliez GX 427 no 815 sur la ligne 38.01 à Montlignon.
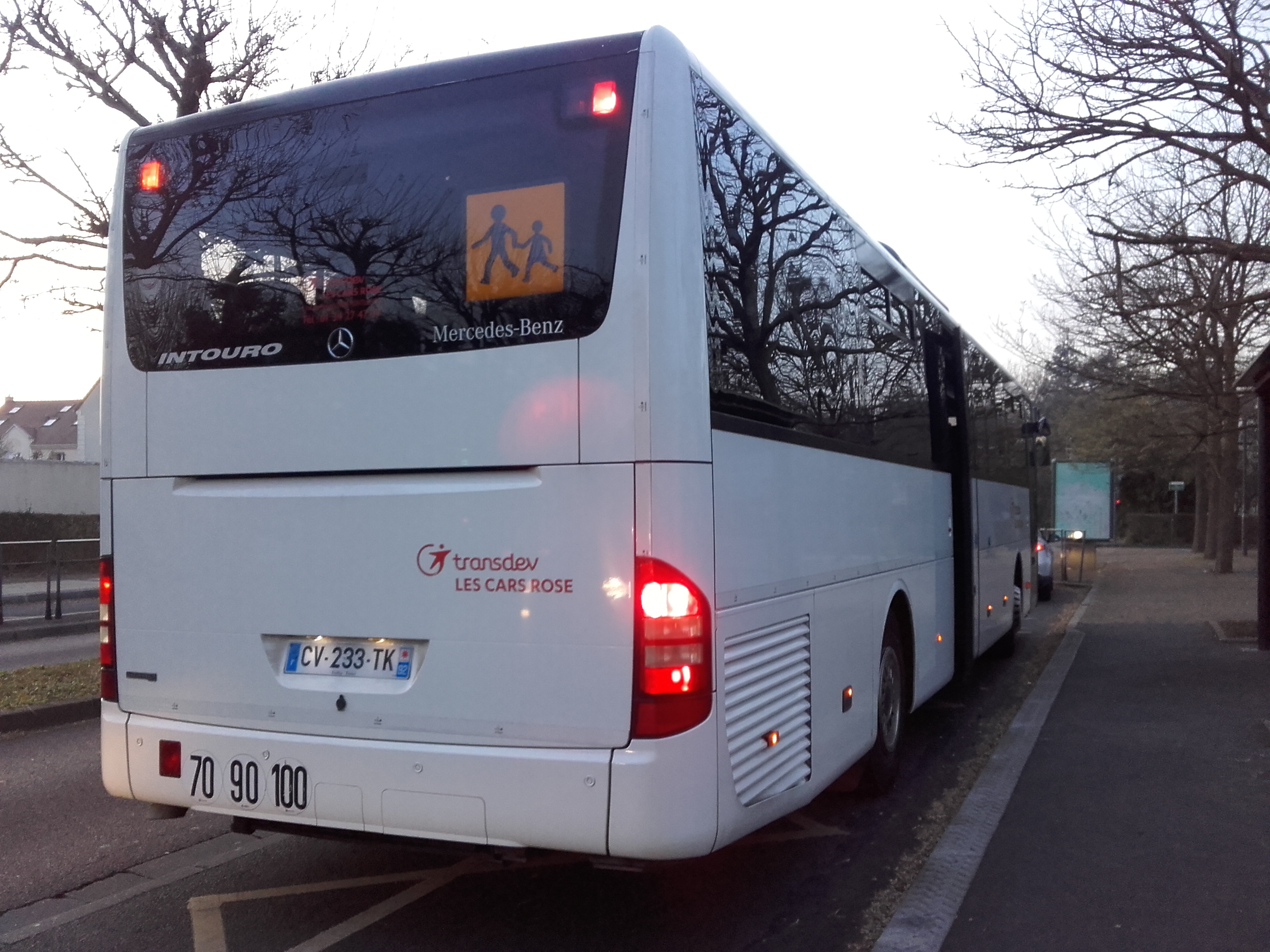
Mercedes-Benz Intouro no 233 sur une ligne scolaire à Saint-Prix.